# ロータス・アプローチ
ロータス・アプローチ (Lotus Approach)は、1991年よりロータスが開発・販売した個人ユーザー向けのリレーショナル・データベースソフトウェア。1993年にロータス・スーパーオフィスの一部ともなり、1995年のIBMによるロータス買収後はIBM製品となった。

## 概要
アプローチの特色は、リレーショナル・データベースによるシステムを構築する上で、その開発や操作を容易にする様々な機能が標準で使いやすく提供されていることである。たとえば住所を入力するとき、関連した都道府県名や地名データベースのレコードデータをリストとして表示させプルダウンメニューで選択する、等が簡単にできる。このとき、あらかじめ用意したマスターテーブルを表示選択させたり、アプリケーション内に選択肢データを組み込み表示選択させたり、さらにはこれまでに入力したデータをリストアップし選択入力させることもできる。
また、データベースシステム構築上で問題を起こすような設定はできないようになっている。たとえば、複雑なデータベース参照が循環参照を引き起こすような場合、それは拒絶され、開発時点で組み込めない。そのため、ある程度のソフト開発上のフールプルーフが実現されている。
データベース・テーブルを設定すると、デフォルトでその簡易入力画面と、表計算に似た表示入力画面が作成され、それだけでも簡単なデータベースが構築できる。ホビーユースや、自営業などスモールビジネス・ユースであれば、それだけでも十分なシステム構築が可能である。マクロやロータス・スクリプト(Lotus Script)を利用し、Microsoft AccessとVBAの組み合わせに相当するようなアプリケーションを構築することも可能である。
IBMによる買収後は、DB2などIBMのデータベース製品のフロントエンド製品としても使用された。